# Barranco Madre del Agua
Barranco Madre del Agua este o arie protejată (arie specială de conservare — SAC, sit de importanță comunitară — SCI) din Spania întinsă pe o suprafață de 9,8 ha, integral pe uscat.

## Localizare
Centrul sitului Barranco Madre del Agua este situat la coordonatele 28°12′52″N 16°28′49″W / 28.2144°N 16.4803°V.

## Înființare
Situl Barranco Madre del Agua a fost declarat sit de importanță comunitară în octombrie 1999 pentru a proteja un număr necunoscut de specii din flora spontană și fauna sălbatică aflate în arealul zonei. Situl a fost protejat și ca arie specială de conservare în ianuarie 2010.

## Biodiversitate
Situată în ecoregiunea , aria protejată conține 2 habitate naturale: Păduri endemice cu Juniperus spp., Pajiști macaroneziene cu vegetație endemică.
La baza desemnării sitului se află un număr nedeclarat de specii protejate.